# Château de Buffavento
Pour les articles homonymes, voir Château de Buffavent.
Le château de Buffavento est situé dans la chaîne de Kyrenia au nord de l'île de Chypre. Son nom vient de l'italien qui signifie « défilé du vent », du fait de la fréquence des vents violents à 950 mètres d'altitude à cet endroit. La forme du château est irrégulière car elle épouse les reliefs de la montagne pour mieux se défendre.
Le château de Buffavento est situé entre deux autres forteresse byzantines, les châteaux de Saint-Hilarion et de Kantara pour contrôler la côte nord de l'île des raids arabes. Il servait de relais pour les signaux entre les deux autres. Il contrôle également un point de passage important entre les montagnes. Il a été utilisé comme une prison au XIVe siècle.
Les byzantins ont construit la partie basse au XIe siècle, avant que la Maison de Lusignan ne l'agrandisse au XIVe siècle. Pendant la période d'occupation vénitienne, il tombe dans l'oubli au profit d'autres places fortes de l'île, comme Kyrenia et Famagouste.